# 内佐屋町
内佐屋町（うちざやちょう）は、愛知県愛西市の地名。字が10ある。

## 地理
旧佐屋町北西端部に位置する。東は柚木町・須依町、南は佐屋町、北は津島市に接する。

### 字一覧
（五十音順・読みはyahoo!地図による）
- 河原（かわら）
- 郷（ごう）
- 五反田（ごたんだ）
- 佐屋河原（さやがわら）
- 新田（しんでん）
- 西郷（にしごう）
- 西新田（にししんでん）
- 西松原（にしまつばら）
- 東新田（ひがししんでん）
- 松原（まつばら）

## 歴史

### 町名の由来
当地は元々、佐屋と称する集落であったが、隣接して成立した外佐屋が単に佐屋と称するようになったために、区別するため内佐屋と呼ばれるようになったという。佐屋という地名自体は、地内の相江（さえ）神社に由来する。

### 沿革
- 江戸時代 - 尾張国海西郡の尾張藩領佐屋代官所支配の内佐屋村として所在[7]。
- 1889年（明治22年） - 合併に伴い、佐依木村大字内佐屋となる[9]。
- 1906年（明治39年） - 合併に伴い、佐屋村大字内佐屋となる[9]。
- 1955年（昭和30年） - 町制施行により、佐屋町大字内佐屋となる[9]。
- 2005年（平成17年）4月1日 - 合併に伴い、愛西市内佐屋町となる。

## 世帯数と人口
2019年（令和元年）5月1日現在の世帯数と人口は以下の通りである。
| 町丁     | 世帯数  | 人口  |
| -------- | ------- | ----- |
| 内佐屋町 | 267世帯 | 710人 |

### 人口の変遷
国勢調査による人口の推移
| 2005年（平成17年） | 696人 | [ 10 ] |  |
| 2010年（平成22年） | 628人 | [ 11 ] |  |
| 2015年（平成27年） | 657人 | [ 12 ] |  |

## 小・中学校の学区
市立小・中学校に通う場合、学区は以下の通りとなる。
| 番・番地等 | 小学校               | 中学校             |
| ---------- | -------------------- | ------------------ |
| 全域       | 愛西市立佐屋西小学校 | 愛西市立佐屋中学校 |

## 交通

### バス
- 愛西市巡回バス（2020年4月1日現在）[14]

|    | 停留所名 | ルート |
| -- | -------- | ------ |
| 24 | 内佐屋西 | 佐屋西 |
| 25 | 変電所   | 佐屋西 |

### 道路
- 国道155号[5]
- 愛知県道458号一宮弥富線（巡見街道）[5]

## 施設
- 愛西市立佐屋西小学校[5]
- 中部電力内佐屋変電所[5]
- 津島自動車学校[5]
- 真宗大谷派信力寺[5]
- 相江社[5]

## その他

### 日本郵便
- 郵便番号 : 496-0903[3]（集配局：津島郵便局[15]）。